# Agatha Christie: The ABC Murders (videogioco 2016)
Agatha Christie: The ABC Murders è un videogioco d'avventura e di investigazione con prospettiva in terza persona sviluppato da Artefacts Studio e pubblicato da Anuman sotto il brand di Microïds per Microsoft Windows, Linux, Mac OS X, PlayStation 4 e Xbox One nel febbraio 2016. Tratto dal celebre romanzo di Agatha Christie La serie infernale, il titolo permetterà al videogiocatore di impersonare il famoso investigatore privato Hercule Poirot che ancora una volta si troverà ad affrontare un misterioso serial killer, che questa volta si fa chiamare "ABC".

## Trama
Londra, 18 giugno 1935. Il detective privato belga Hercule Poirot - in compagnia del fedele amico e collaboratore capitano Arthur Hastings - riceve nel suo appartamento di Whitaven una misteriosa lettera dattiloscritta da qualcuno che si firma "ABC" e che lo invita a indagare su un delitto che avrebbe compiuto il 21 dello stesso mese nella cittadina britannica di Andover. L'assassino schernisce il detective e la polizia e li sfida a catturarlo. La tragedia si consuma all'interno di una tabaccheria e la vittima è proprio la donna che gestisce il locale, Alice Ascher. Poirot, quindi, è chiamato a esplorare la scena del crimine dall'ispettore capo Japp cercando di non lasciarsi sfuggire alcun indizio. Quello della tabaccaia è, però, solo il primo di una serie di omicidi sistematici che vengono commessi proprio sotto il naso del detective. Biglietto da visita del serial killer è una guida ferroviaria ABC lasciata aperta nei pressi di ciascun corpo, ovviamente ripulita con cura dalle impronte digitali.

## Modalità di gioco
Agatha Christie: The ABC Murders è un videogioco in stile avventura punta e clicca con prospettiva in terza persona. Il videogiocatore veste i panni di Hercule Poirot, celebre detective privato belga che vive e lavora da molti anni a Londra.
Il gioco segue gli schemi tipici delle avventure grafiche, che si concretizzano nell'esplorazione delle ambientazioni, nella ricerca di oggetti, nei dialoghi con altri personaggi e nella risoluzione di enigmi. Il giocatore dovrà infatti esplorare numerose scene del crimine in varie città attraverso tutto il Regno Unito, raccogliere informazioni sottoponendo a interrogatorio i sospettati (e facendo attenzione a ciò che dicono, a come lo dicono e a come si sentono) e risolvere dei rompicapi per ottenere ancora più indizi (e, a seconda degli indizi raccolti, il giocatore può fare alcune deduzioni e ottenere maggiori informazioni sull'assassino).
Pur scegliendo l’impostazione in terza persona, Agatha Christie: The ABC Murders predilige l’uso della logica deduttiva all’utilizzo meccanico degli oggetti raccolti nell’inventario.
Dopo aver raccolto la necessaria quantità di informazioni si può aprire l'apposito menù nel quale vengono archiviati tutti i dettagli utili a rispondere ai quesiti fondamentali per le indagini. 
Man mano che il giocatore trae conclusioni e fa progressi nella storia può, inoltre,  usare la "Cronologia di Poirot" dal menù "Bonus": in sostanza, Hercule Poirot può costruire una cronologia con tutti gli eventi rilevanti accaduti durante l'inchiesta.

## Sviluppo
Il 13 agosto 2013, l'editore di videogiochi francese Anuman Interactive annunciò di aver acquistato i diritti della licenza Agatha Christie per la realizzazione di videogiochi adattati alle opere della romanziera inglese; tali giochi sarebbero stati pubblicati dall'etichetta Microïds, già nota per la realizzazione della serie Syberia.
Il 4 dicembre 2013, in occasione della Game Connection Europe, lo studio annunciò lo sviluppo di un primo titolo, Agatha Christie: The ABC Murders, tratto dal romanzo La serie infernale (The A.B.C. Murders) di Agatha Christie. Questa storia era già stata adattata in videogioco con lo stesso nome da parte di DreamCatcher Interactive nel 2009 per Nintendo DS, senza grande successo. Lo sviluppo del nuovo gioco viene assunto da Artefacts Studio, sotto la direzione del game designer Bruno Chabanel, del direttore artistico Jean-Marie Godeau e del direttore di produzione Olivier Gaudino.

## Motore grafico
Se il sistema di gioco è ispirato alla serie di giochi Sherlock Holmes della Frogwares, questo non è il caso della grafica: al fotorealismo, infatti, gli sviluppatori hanno preferito scegliere il cel-shading per imitare lo stile grafico dei fumetti o dei cartoni animati tradizionali. Il motore grafico utilizzato è Unity. L'identità visiva dei personaggi è sviluppata dal fumettista Daphné Collignon. Il design del personaggio di Hercule Poirot è ispirato alla performance dell'attore David Suchet che ha interpretato il detective per ben 24 anni nella serie televisiva britannica Poirot (Agatha Christie's Poirot).

## Musica e doppiaggio
La musica è stata composta da Audioplum Studio.
Il gioco è stato doppiato in lingua inglese e francese e dispone di sottotitoli in inglese, francese, italiano, spagnolo, tedesco, portoghese brasiliano, polacco e russo.
Voci versione inglese
- Julien Dutel nel ruolo di Poirot[13]
- Robert Hackwill
- Mike Andrew
- Alex Laub
- Alex Robini
- Keith Farquhar
- Pamela Kenny Levick
- Toks Salako

Voci versione francese
- Laurent Pasquier
- Sandra Vandroux
- Élodie Lasne
- Julien Dutel
- Damien Laquet
- Franck Adrien

## Accoglienza
| Testata                           | Versione | Giudizio |
| --------------------------------- | -------- | -------- |
| GameRankings (media al 23-4-2019) | PC       | 65%      |
| GameRankings (media al 23-4-2019) | PS4      | 65%      |
| GameRankings (media al 23-4-2019) | XONE     | 70%      |
| Metacritic (media al 5-1-2017)    | PS4      | 67/100   |
| Metacritic (media al 5-1-2017)    | XONE     | 66/100   |
| OpenCritic (media al 27-4-2017)   | -        | 66/100   |
| Eurogamer.it                      | -        | 7/10     |
| Everyeye.it                       | -        | 6/10     |
| Multiplayer.it                    | -        | 7,0/10   |
| The Games Machine                 | -        | 8/10     |

Il videogioco ha ricevuto recensioni miste.
La rivista italiana The Games Machine ha assegnato al videogioco un voto "più che buono"  (8/10) apprezzando la grafica a cartoni animati un po' naif,  ma dallo stile pregevole, la fedeltà al romanzo originale e ai suoi personaggi, nonché il coraggioso tentativo di mettere su schermo i processi deduttivi, notando tuttavia l'uso piuttosto ripetitivo delle "piccole celluline grigie" e il ritmo dell'avventura a tratti lento.